# Droit australien
Le droit australien est le droit applicable sur l'ensemble du territoire australien, plus précisément dans les États et territoires d'Australie. Il cohabite avec les différentes juridictions séparées et autonomes de ces États et territoires (lesquels ont leurs propres Cours et Parlements). Ces différents systèmes s'influencent mutuellement mais pas de manière contraignante. 
Le système de loi et de gouvernement en vigueur en Australie est historiquement dépendant, quant à sa validité, d'un certain nombre de lois britanniques, notamment celles de la Loi constitutionnelle de 1900 sur le Commonwealth d'Australie. L'autorité du Parlement du Royaume-Uni pour promulguer ces lois reposait sur l'acquisition du continent australien en tant que possession territoriale de la couronne britannique. Bien que les lois des colonies australiennes différaient de celles du Royaume-Uni sur de nombreux aspects au début de la colonisation, le modèle de pensée sous-jacent reflète la tradition de la common law provenant du Royaume-Uni.

## Réception du droit anglais
Les institutions et traditions légales du droit australien ont un caractère mono-culturel, reflétant ses origines anglaises. Influencés par les idées contemporaines de droit international, de sophisme, et de la propriété privée, les Britanniques considéraient les Aborigènes d'Australie comme trop primitifs pour avoir possession du continent australien. Ils ont en conséquence choisi de considérer la Nouvelle-Hollande (le nom de l’Australie à l’époque) comme terra nullius, signifiant qu'il s'agissait légalement d'un espace inoccupé. Puisque le Conseil privé avait décidé que les terres inhabitées colonisées par sujets britanniques seraient régies par les lois d'Angleterre, il n'était plus possible pour les natifs aborigènes de revendiquer un titre pour leur terre, ni la reconnaissance de leurs lois et coutumes. La réception du droit anglais fut clarifiée par l’Australian Courts Act de 1828, qui disposait que toutes les lois en vigueur en Angleterre lors de sa promulgation devait être appliquée par les cours de Nouvelle-Galles du Sud et de la Van Diemen's Land (Tasmanie) dans la mesure où elles étaient applicables. Puisque le Queensland et Victoria faisaient à l’origine partie de la Nouvelle-Galles du Sud, la même date s'applique dans ces États pour la réception du droit anglais. L'Australie-Méridionale adopta une différente date de réception, de même que l’Australie-Occidentale.
Les premières cours criminelles et civiles qui ont été établies au début de la colonie de Nouvelle-Galles du Sud étaient rudimentaires, adaptatives et de caractère militaire. Bien que le principe de légalité n’était pas toujours observé, les cours limitèrent le pouvoir du Gouverneur, et la loi de la colonie fut, un temps, plus égalitaire que celle du Royaume-Uni,.
En 1824, un système de cour basé sur le modèle anglais fut établi par plusieurs lois du Parlement britannique. Le New South Wales Act de 1823 prévoyait l'établissement d'une Cour suprême avec le pouvoir de traiter des questions civiles et pénales,. Les cours inférieures furent aussi établies, dont les cours des sessions générales, des sessions trimestrielles, et les cours des requêtes.
Le gouvernement représentatif apparut dans les années 1840 et 1950, et des mesures considérables d'autonomie ont donné aux législatures locales dans la deuxième moitié du XIXe siècle. Les Parlements coloniaux introduisirent certaines réformes telles que le vote à bulletin secret et le vote des femmes qui n'ont été adoptés au Royaume-Uni que plusieurs années après. Néanmoins, les lois du Parlement du Royaume-Uni, qui s'étendaient aux colonies, pouvaient remplacer la législation coloniale contraire en tant que « force suprême ». Les nouvelles doctrines de la common law britannique continuèrent d'être considérées comme la common law d'Australie. Par exemple, la doctrine issue de l’affaire Donoghue v. Stevenson, duquel le droit moderne de la négligence est dérivé, fut considéré comme étant déjà latent dans la common law lors de sa réception.

## Divergence

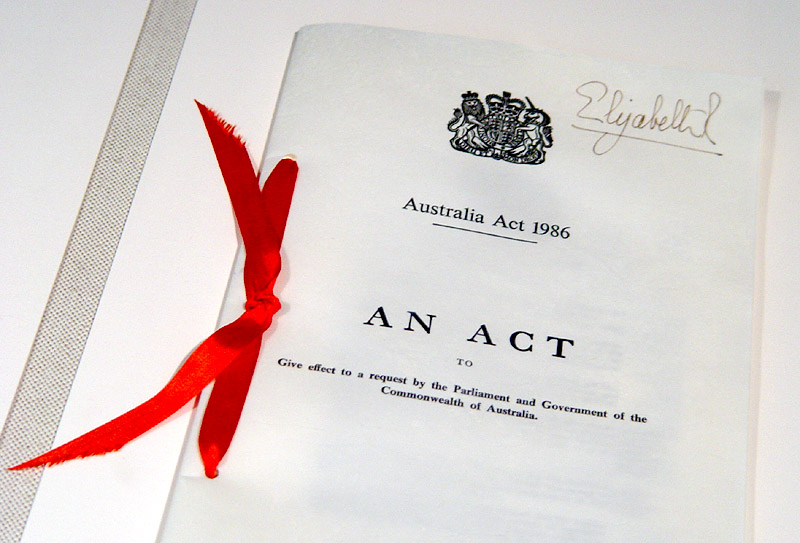
Le document de l’Australia Act de 1986 (Royaume-Uni) dans la Parliament House (Canberra).

Bien que la Constitution du Commonwealth d'Australie soit en soi une loi du Parlement britannique, le rôle du Royaume-Uni dans le gouvernement australien devint de plus en plus symbolique au XXe siècle (le gouvernement fédéral est appelé, dans un contexte légal « the Commonwealth »). Toutefois, l'indépendance législative de l’Australie fut accordée avec peu d'entrain. Les États australiens n'ont pas participé aux conférences conduisant à l’adoption du Statute of Westminster 1931, lequel disposait qu'aucune loi britannique ne pouvait être appliquée dans un dominion sans son consentement. Le Commonwealth n’a pas invoqué les dispositions de ce statut jusqu'en 1942. L'indépendance législative complète fut finalement établie par la Loi australienne de 1986, votée par le Parlement du Royaume-Uni ainsi que par ceux du Commonwealth et des États. Cette loi supprima la possibilité d'adopter une loi par le consentement et la demande du dominion, et s'appliqua tant aux États qu'au Commonwealth. Elle prévoit également l'abolition complète des appels au Conseil privé auprès d'un tribunal australien. La Loi australienne représente une rupture importante avec le Royaume-Uni, soulignée par la visite de la reine Élisabeth II en Australie pour signer la loi personnellement.
L'indépendance législative s'est fait parallèlement à une divergence grandissante entre la common law australienne et britannique dans le dernier quart du XXe siècle.
Le Républicanisme australien émergea en tant que mouvement dans les années 1990 dans le but de changer la forme de gouvernement de l’Australie de celui de monarchie constitutionnelle à celui de république.

## Sources du droit
La question des sources du droit australien est compliquée par la structure fédérale de l’État qui crée deux sources de droit constitutionnel écrit : étatique (les États fédérés) et fédéral—et deux sources de lois, la Constitution fédérale déterminant la validité des lois étatiques et fédérales lorsque les deux juridictions se chevauchent.
La Commission australienne de réforme du droit effectue des recherches sur les propositions de réforme émises par l’avocat général et certaines juridictions, ainsi que par les citoyens.

### Droit constitutionnel
Les colonies australiennes devinrent une fédération en 1901 avec l’adoption du Commonwealth of Australia Constitution Act par le Parlement britannique. La Constitution fédérale est le résultat de dix ans de discussion, ayant « des racines dans la tradition légale britannique et la démocratie australienne »
La Constitution dispose que le pouvoir législatif au sein du Commonwealth était attribué au Parlement fédéral, composé du Monarque, du Sénat et de la Chambre des représentants. Le rôle de la reine dans le processus législatif repose sur sa fonction : celle d'accorder la sanction royale, un pouvoir exercé, en son nom, par le Gouverneur général. La reine n’a pas de rôle réel dans la sanction des lois dans l’Australie actuelle.
Les pouvoirs du parlement fédéral sont énoncés dans la Constitution. La Section 51 liste les domaines spécifiques pour lesquels le Commonwealth a le pouvoir de légiférer. Dans le cas d'un conflit, la loi fédérale prévaut. Toutefois, une loi fédérale peut seulement être adoptée si elle est conforme à la Constitution. La Haute Cour d'Australie détermine si le gouvernement fédéral a de tels pouvoirs lorsqu'un conflit apparaît. De plus, le Parlement du Commonwealth peut légiférer lorsque le Parlement de l’un des États fédérés l'y invite dans un domaine précis. Il y a aussi le pouvoir de légiférer dans des domaines « incidents » à un pouvoir confier au Commonwealth. Certains domaines de législation sont, de manière obligatoire, sous le seul contrôle du Commonwealth, dont ceux relatifs au siège et au contrôle de la fonction publique du Commonwealth.
Le Chapitre III de la Constitution établit la Haute Cour d'Australie, et, soit la création d'autres tribunaux fédéraux, soit l'acquisition de la compétence fédérale par les tribunaux des États fédérés. Les cours australiennes autorisaient un appel au Conseil privé sur les questions constitutionnelles. Le droit d'appel de la Haute Cour au Conseil privé ne fut aboli qu'en 1975, et celui des Cour d’État en 1986.
La Constitution contient quelques garanties concernant les droits de l'homme. Certains des droits ont été ajoutés par la Cour sur la base d'interprétation, dont la liberté de parole, et le droit à la reconnaissance des qualifications professionnelles entre États.

### Lois et statuts
Lorsque le gouvernement considère qu'une législation est nécessaire, un projet de loi est établi, généralement par le conseil parlementaire. Le projet de loi est alors lu et débattu dans les deux chambres du Parlement avant d'être rejeté, modifié ou approuvé. Un projet de loi qui a été approuvé doit être sanctionné soit par le gouverneur (État fédéré) soit par le Gouverneur général (Commonwealth). Le Parlement peut déléguer la procédure législative aux conseils locaux, aux autorités légales et aux ministères gouvernementaux.
La plupart des statuts sont faits pour être appliqués principalement, non pas par les praticiens du droit et les juges, mais par ceux qui prennent les décisions administratives. Certaines lois font l'objet de plus d'interprétations de la part des juridictions car elles concernent un sujet sensible ou permettent aux individus de porter un problème devant les tribunaux. L'interprétation apportée par le plaignant devant les tribunaux est souvent à l'avantage de ce dernier, cependant, les tribunaux ne sont pas liés par l'interprétation des parties.
Les cours australiennes ont dévié de l'approche traditionnelle de l’interprétation des lois et statuts (la règle de l'interprétation littérale, la règle d'or, et la méthode téléologique,). L'approche dominante est que les règles ne doivent pas être appliquées de manière rigide car le but à atteindre est de l'interpréter en accord avec l'intention de ses rédacteurs. L'interprétation se fonde donc sur le but à atteindre (en anglais, « purposive approach »), ce qui a été confirmé par certains statuts. La législation permet dans tous les États et territoires de recourir à des documents extrinsèques.

### Common law
La Haute Cour d'Australie, établie en 1903, est la juridiction d'appel générale des Cours suprêmes des États fédérés afin d'assurer l'uniformité de la common law australienne.  
Jusqu'en 1963, la Haute Cour considérait les décisions de la Chambre des lords comme étant contraignantes, et il y avait une uniformité substantielle entre les common law australiennes et britanniques. En 1978, la Haute Cour déclara ne plus être liée par les décisions du Comité judiciaire du Conseil privé. Les derniers appels au Conseil privé ont été abolis par la Loi australienne de 1986, et, depuis, des divergences se sont créées entre les deux systèmes de common law. Ceci a été accentué par l'influence grandissante du droit de l'Union européenne sur le droit anglais.  
La common law australienne est encore influencée par les décisions des juridictions britanniques mais aussi, dans une moindre mesure, par les common law du Canada, de Nouvelle-Zélande et des États-Unis. 
La common law fait partie, avec le droit de tradition civiliste en Europe continentale, de la tradition légale occidentale.

### Équité
Comme en Angleterre, une distinction procédurale fut maintenue entre le droit et l'équité, où les plaintes légales ou en équité sont traitées par différentes cours. En 1883, la plupart des États avaient adopté le système anglais des Judicature Acts autorisant les cours à traiter des plaintes de common law et d'équité. La Tasmanie l'a adopté en 1903, tandis que la réforme n'entra en vigueur en Nouvelle-Galles du Sud qu'en 1972.
La préservation d'une juridiction distincte pour statuer en équité en Nouvelle-Galles du Sud, avec ses praticiens, a conduit au renouveau de l'équité comme une source importante de principes dans le développement et la réforme des doctrines de common law. De nombreux développements importants dans les droits australiens des contrats et de la propriété résultent de l'application des principes issus de l'équité.

### Droit coutumier
L'idée selon laquelle les Aborigènes d'Australie avaient leur propre forme de droit fut rejetée par les Britanniques, et depuis l'arrivée des colons, les Aborigènes ont été soumis au droit anglais.
L'échec du droit australien de reconnaître la possibilité de l'existence d'un titre (à la terre) aux natifs Aborigènes dura jusqu'en 1992, quand la Haute Cour déclara que les peuples aborigènes et insulaires du détroit de Torres avaient retenu des droits de common law à la terre, disposant ainsi qu'il n'avaient pas été « éteints » par les lois australiennes suivantes.

### Droit international
L'Australie est partie à un certain nombre de conventions internationales, dont le pacte international relatif aux droits civils et politiques, la Convention internationale sur l'élimination de toutes les formes de discrimination raciale, la Convention sur l'élimination de toutes les formes de discrimination à l'égard des femmes, et la Convention relative aux droits de l'enfant. Les traités doivent être transposés en droit interne australien.

## Système judiciaire

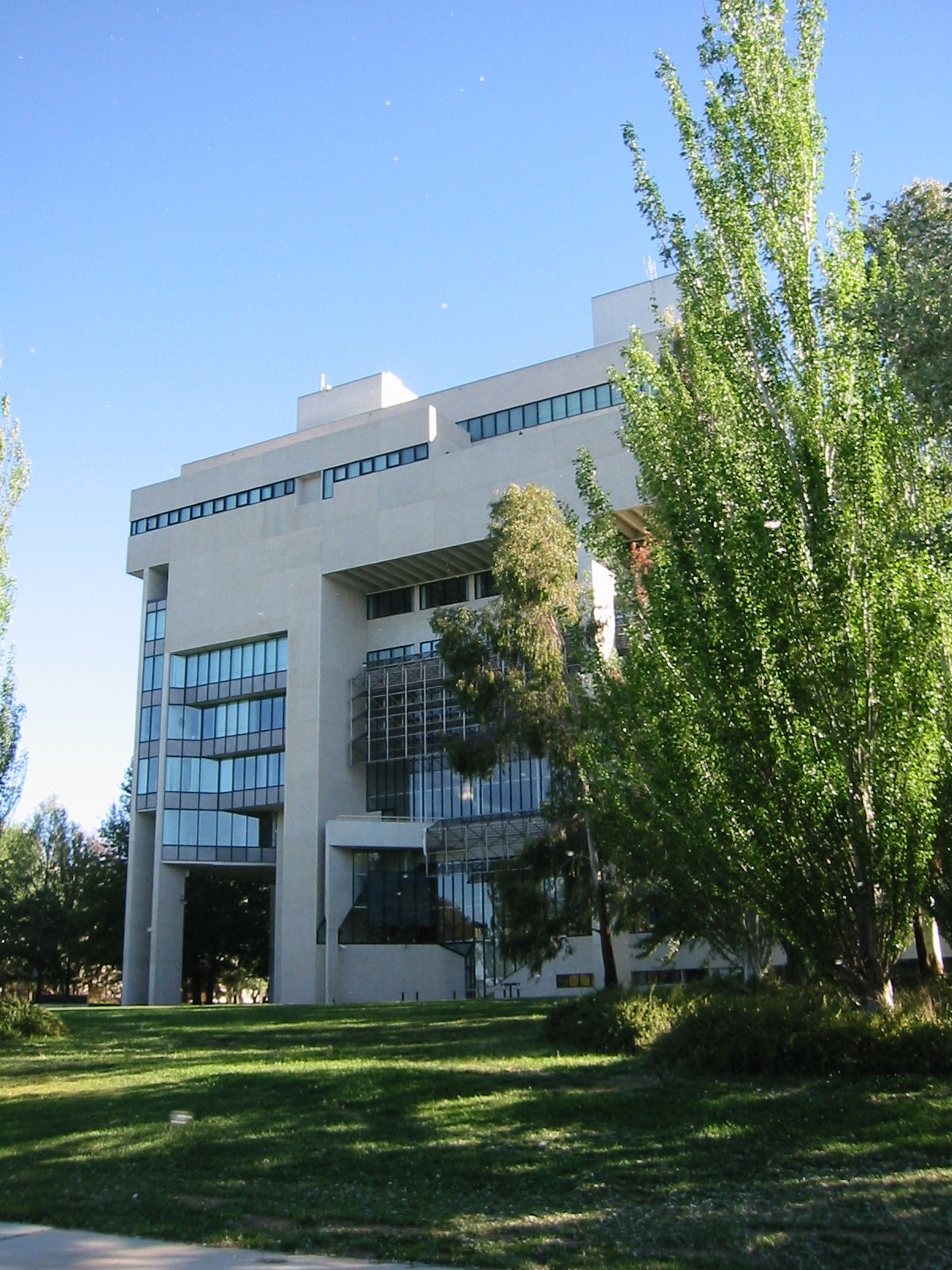
La Haute Cour d'Australie.

L'organisation juridictionnelle originelle de l’Australie était modelée sur l'organisation juridictionnelle anglaise historique et fut remplacée par d'autres cours aux noms et aux structures différents. L'actuelle organisation juridictionnelle australienne est une mosaïque complexe. Les cours peuvent être distinguées en fonction de leur statut étatique ou fédéral, si elles sont générales ou spécialisées, et si elles ont une juridiction générale ou limitée.

### Cours fédérales
La Haute Cour fut établie en même temps que la fédération australienne en tant que cour d'appel pour le pays dans son ensemble. La Haute Cour a aussi juridiction en matière constitutionnelle. Elle a aussi le pouvoir de déclarer les lois inconstitutionnelles, ce qui signifie qu'une loi ayant été votée par le Parlement, peut être déclarée non valide. 
Il y a aussi des cours fédérales dont la juridiction est définie par la loi. Les développements majeurs de l'organisation juridictionnelles eurent lieu dans les années 1970. En 1976, le Tribunal de la famille d'Australie fut créé, exerçant sa juridiction sur la base du Family Law Act 1975 (Cth). De plus, en 1977, la Cour fédérale d'Australie fut aussi établie, et exerce sa juridiction en matières commerciale, administrative et industrielle découlant de la législation fédérale. En 2000, une Cour d'appel fédérale d'Australie fut créée. 
Les Cours des États peuvent, dans certains domaines, exercer leur juridiction dans le cadre du droit fédéral du fait de délais au niveau fédéral.

### Cours des États et territoires
Tous les États et territoires ont une Cour suprême. Leur juridiction peut être exclue par une loi ou un statut de l’État. Ainsi, les questions environnementales et de planifications tombent sous la juridiction de la Cour environnementale et des terres. Ces cours peuvent renvoyer des affaires aux juridictions inférieures. Les Cours suprêmes sont des « cours supérieures » ce qui signifie que leurs décisions lient les cours inférieures (à moins qu'il n'y ait un appel).
En revanche, les décisions des tribunaux inférieurs peuvent faire l'objet d'appel mais peuvent aussi être revues lorsque la compétence initiale du tribunal est contestée. Toutes les juridictions, à l'exception de la Tasmanie, du territoire de la capitale australienne et du Territoire du Nord, ont un tribunal de première instance intermédiaire – appelé un tribunal de comté en Victoria et cour de district dans les autres États. La plupart des procès devant jury se déroulent dans ces tribunaux de première instance. Au bas de la hiérarchie judiciaire se trouvent les tribunaux de juridiction sommaire, appelé tribunaux de police ou tribunaux locaux (selon la juridiction). En Australie-Occidentale et dans le Territoire du Nord, il existe deux types de tribunaux de juridiction sommaire : un ayant juridiction en matière criminelle et un ayant juridiction en matière civile. Dans leur compétence en matière civile, les tribunaux inférieurs fonctionnent dans des limites juridictionnelles et monétaires. Les limites monétaires des tribunaux inférieurs ont considérablement augmenté au cours des dernières années en raison de la baisse de la pression du travail judiciaire pour les tribunaux inférieurs dans la hiérarchie.
Tous les États australiens ont des régimes d'indemnisation des victimes d'actes criminels. La Nouvelle-Galles du Sud, Victoria et l'Australie-Occidentale ont créé des tribunaux d'indemnisation des victimes distincts. En Nouvelle-Galles du Sud, ces tribunaux sont appelés New South Wales Victim Compensation Tribunal (Tribunal d'indemnisation des victimes de Nouvelle-Galles du Sud), dans lequel les demandes peuvent être déposées même si une personne n'a pas été accusée d'une infraction criminelle. En Victoria et en Australie-Occidentale le tribunal porte le nom de Victims of Crime Assistance Tribunal (Tribunal d'assistance aux victimes de la criminalité). Dans le territoire de la capitale australienne et le Territoire du Nord, les décisions sont prises par le tribunal de première instance. En Australie-Méridionale, la décision peut être rendue par le tribunal de district. Au Queensland, une sentence peut être rendue par le tribunal qui a entendu la procédure pénale. En Tasmanie, une décision peut être rendue par le président, l'officier civil ou le greffier adjoint de la Cour suprême de Tasmanie.